# Товар, Андреа
Хеали́ссе Андре́а Това́р Вела́скес (исп. Jealisse Andrea Tovar Velásquez; род. 3 сентября 1993, Кибдо) — колумбийская модель, «Мисс Колумбия 2016», участница конкурса красоты «Мисс Вселенная 2016».

## Биография
Андреа Товар родилась 3 сентября 1993 года в Кибдо в семье Антонио Хосе Товара Мендосы и Ксении Розы Веласкес Сальгеро. 
Она получила образование в Университете Хорхе Тадео Лозано (Богота), где изучала промышленный дизайн и производство фотографий.
16 ноября 2015 года Андреа была коронована как «Мисс Колумбия» после победы на конкурсе красоты «Мисс Колумбия 2015». Она представляла Колумбию на международном конкурсе красоты «Мисс Вселенная 2016» и по его итогам была названа как «2-я Вице-мисс Вселенная».